# 碳𬭩离子
碳鎓离子（英語：Carbonium ion）是非经典类型的五配位或四配位碳正离子，比如五配位的离子R5C+。

## 甲鎓离子

CH_{5}^{+}（甲鎓离子）

母体化合物甲鎓离子或写作CH5+是甲烷被超强酸质子化的产物。这种离子是存在于星际介质中的活性中间体，实验室里也可以在低温低浓度的气相中制备。这种离子被认为是CH3+碳正离子与一分子的氢的空轨道相互作用，并形成一个三中心二电子键。来自氢分子的两个氢原子能够与来自CH3+的三个氢原子不断交换位置，所以甲鎓离子被认为是流变分子。交换反应的能垒很低，甚至在绝对零度下也能发生。
甲鎓离子的构象信息可通过红外光谱得到。
平面甲烷的红外光谱显示对称与不对称C－H键的伸缩振动在3000 cm−1附近，对称与不对称两键的弯曲振动在1400 cm−1附近。在CH5+的光谱中，在2800 – 3000 cm−1附近有三个不对称伸缩振动，在1300 cm−1有一个摇摆振动，在1100 - 1300 cm−1有一个的弯曲振动。